# Acropora digitifera
Espèce
Statut de conservation UICN

 NT  : Quasi menacé
Statut CITES
Acropora digitifera est une espèce de coraux appartenant à la famille des Acroporidés.

## Description et caractéristiques
Acropora digitifera fait partie des acropores digités (en forme de doigts) : il forme des colonies à étalement horizontal, constituée de bras disposés en corymbe et formant des colonnes verticales sub-coniques (environ 1 cm de diamètre), terminées par une grande corallite axiale (jusqu'à 4 mm) généralement teinté de bleu ou de violet. Les corallites axiales mesurent environ 1 mm, avec une lèvre inférieure épaisse. Les branches peuvent ramifier légèrement, contrairement à A. humilis, et sont plus réduites. 
Ce corail est généralement de couleur crème, mais peut être plus ou moins coloré de bleu ou de brun, avec souvent la pointe d'une couleur différente (que ce soit blanc pur ou d'une couleur vive, souvent bleu).
Ce corail peut être facilement confondu avec les autres coraux digités du genre Acropora, tels que Acropora gemmifera, Acropora humilis, Acropora monticulosa...

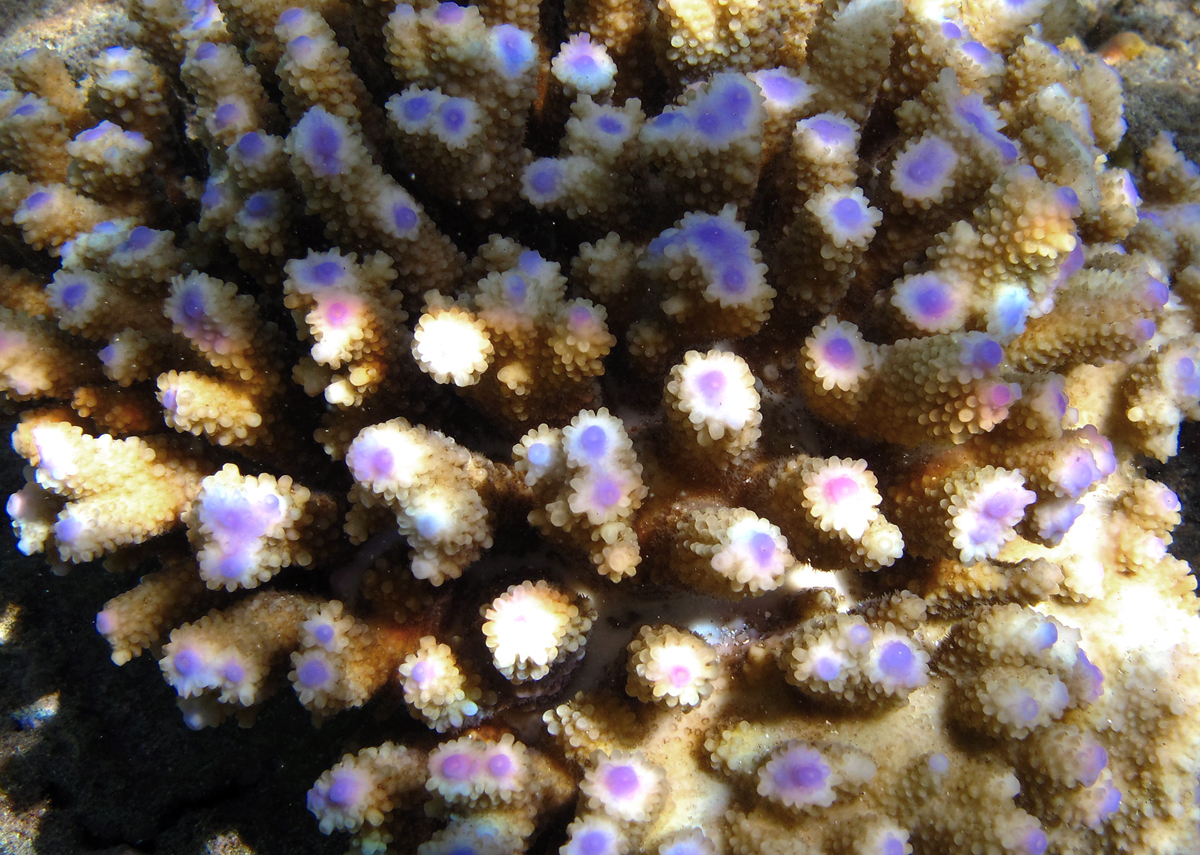
Acropora digitifera à La Réunion
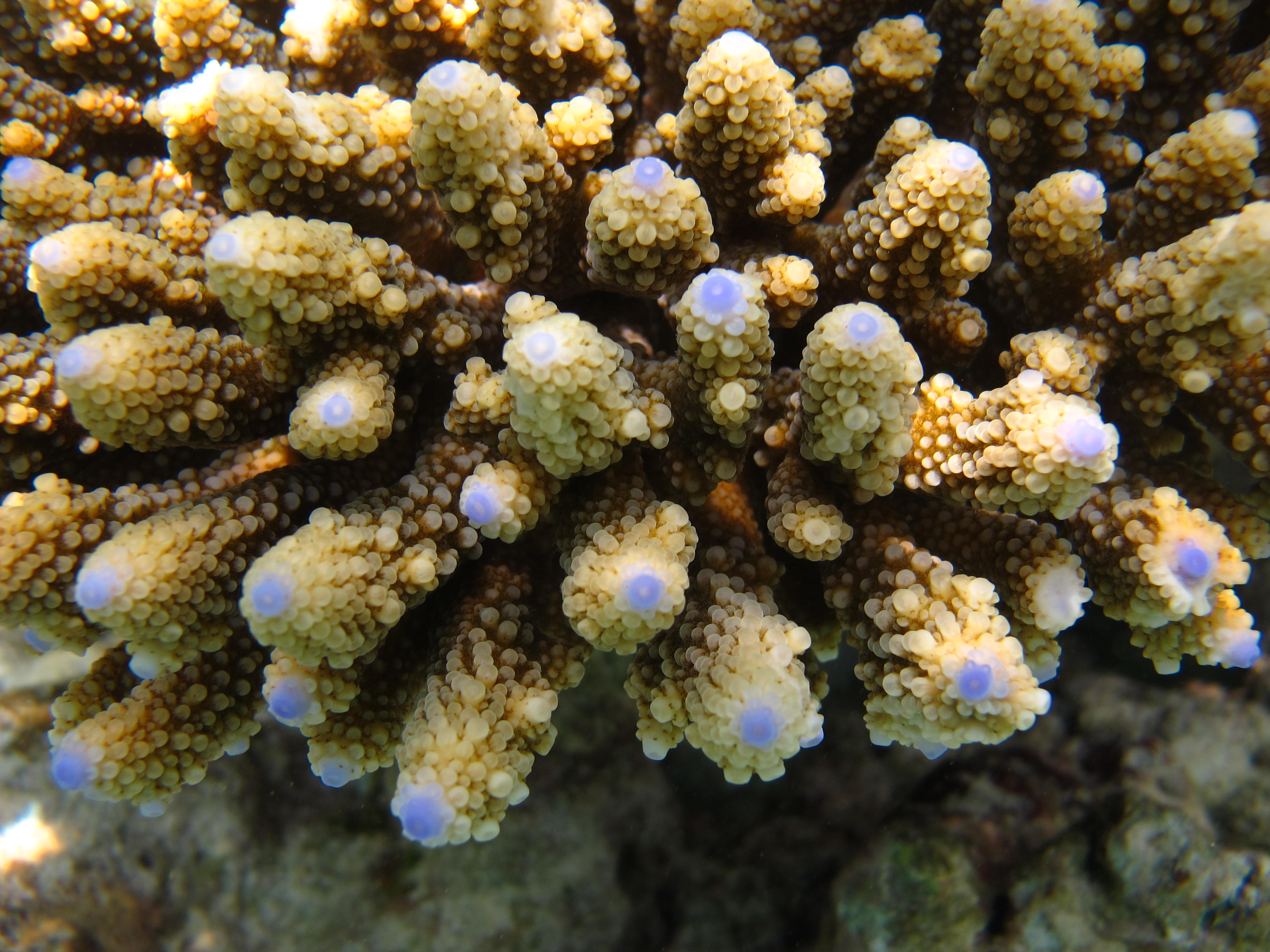
Aux Maldives
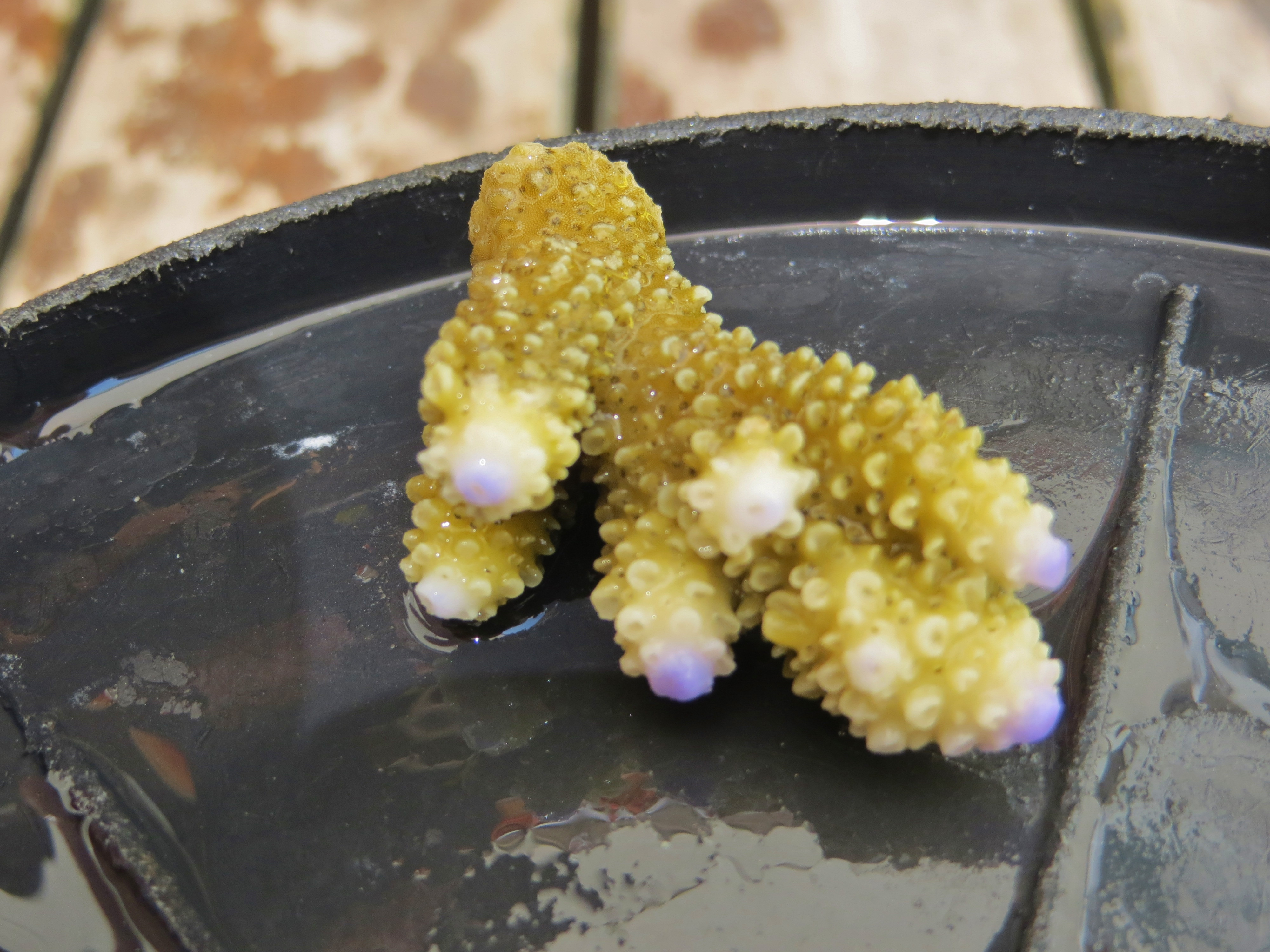
Gros plan sur les corallites.

## Habitat et répartition
Ce corail se retrouve dans tout l'Indo-Pacifique tropical, de la Mer Rouge aux iles Pitcairn. C'est une espèce relativement commune et abondante, notamment sur la partie arrière des récifs de corail.
On trouve ce corail à faible profondeur (1-12 m, surtout dans les 5 premiers mètres), car il a besoin de soleil pour sa croissance.

## Menaces
Cette espèce de corail n'est pas menacée individuellement (l'IUCN la classe comme « non menacée »), mais la régression marquée des récifs de corail depuis le XXe siècle due à la pollution, au réchauffement planétaire et à l'acidification des eaux, fait peser de lourdes menaces sur sa population à moyen terme. Elle figure donc à la seconde annexe de la CITES.

## En aquarium
Cette espèce est appréciée en aquariophilie récifale, mais sa maintenance y est complexe, et doit être réservée aux aquariophiles chevronnés.